# Encarsia marinikia
Encarsia marinikia är en stekelart som beskrevs av Yasnosh 1989. Encarsia marinikia ingår i släktet Encarsia och familjen växtlussteklar. Inga underarter finns listade i Catalogue of Life.